# LZ 1

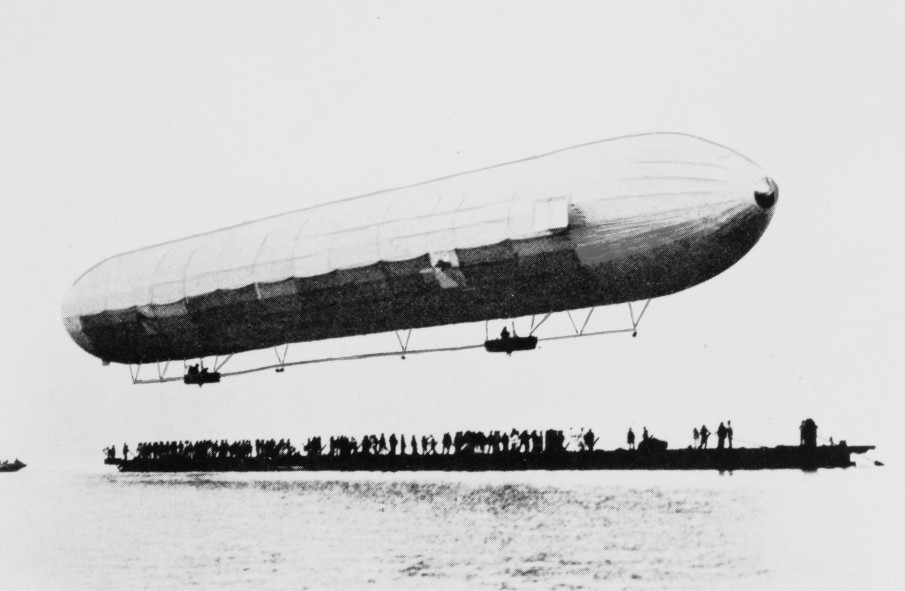
Pierwszy lot LZ 1 nad jez. Bodeńskim - 2 lipca 1900

LZ 1 (Luftschiff Zeppelin) – pierwszy eksperymentalny sterowiec szkieletowy wybudowany w Niemczech przez wytwórnię Gesellschaft zur Förderung der Luftschiffahrt z Friedrichshafen nad Jeziorem Bodeńskim. Przy budowie sterowca brał udział Ludwig Dürr wkrótce główny konstruktor Zeppelinów.
Sterowiec pierwszy próbny lot wykonał 2 lipca 1900 o 20:03, startując z pływającego hangaru.

## Budowa
LZ 1 miał 128 m długości; 11,66 m średnicy i ważył 13 ton. Jego konstrukcja była pokryta materiałem bawełnianym. W środku znajdowało się 17 komór, które wypełniało 11 300 m³ wodoru.
Sterowiec był zaopatrzony w dwa silniki o mocy 15 KM każdy, które napędzały dwa śmigła. Pod sterowcem było zaczepione 130 kg obciążenie stabilizujące, które mogło być przemieszczane wzdłuż sterowca. Posiadał także 300 kg balastu. Pasażerowie i załoga byli umieszczeni w dwóch 6,2 m aluminiowych gondolach umieszczonych pod sterowcem w przedniej i tylnej jego części oddalonych od siebie o 55,1 m.

## Historia lotów
W czasie pierwszego lotu LZ 1 zabrał na pokład 5 pasażerów, osiągnął wysokość 400 m i przeleciał na odległość 6 km w ciągu 18 minut. Z powodu pogorszenia pogody i wzmagającego się wiatru musiał lądować na powierzchni Jeziora Bodeńskiego. Po dokonaniu niezbędnych napraw sterowiec odbył jeszcze dwa loty. Pobił rekord ustanowiony wcześniej przez sterowiec armii francuskiej La France o 50% do 33 km/h. Jednak z powodu braku zainteresowania przez potencjalnych inwestorów oraz środków finansowych na dalsze prace hr. Ferdinand von Zeppelin był zmuszony do rozebrania prototypu i sprzedania złomu oraz narzędzi oraz rozwiązania firmy.

## Parametry techniczne sterowca LZ 1
- długość 128 m
- średnica: 11,66 m

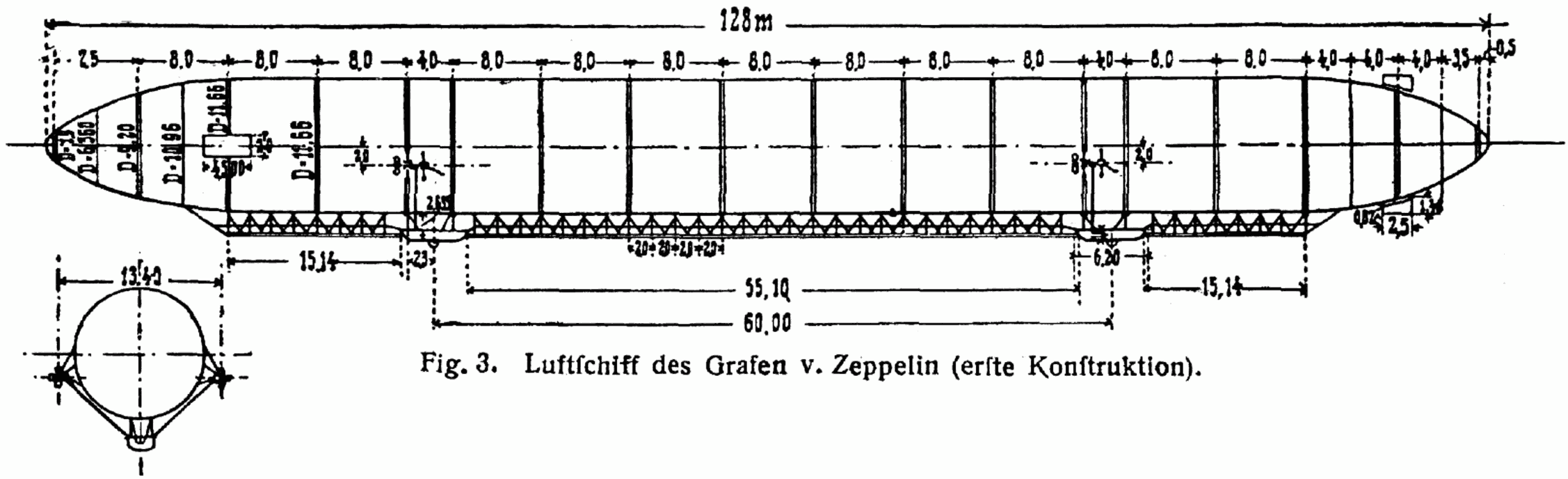
Rysunek konstrukcyjny LZ1

- pojemność: 143 000 m³ w tym: gaz nośny (wodór): 11 300 m³
- masa własna: 13 000 kg,
- napęd: 2 silniki o mocy 15 KM każdy
- prędkość maksymalna: 28 km/h (w jednym z lotów osiągnął 33 km/h)
- pułap: 950 m